# Fibrosi da bauxite
La fibrosi da bauxite, nota anche come malattia del rasoio è una forma progressiva di pneumoconiosi causata da esposizione a fumi di bauxite che contengono particelle di alluminio e silice.
Si osserva tipicamente in lavoratori coinvolti nella fusione della bauxite per la produzione di corindone.

## Presentazione
Inizialmente, la malattia appare come alveolite e poi procede ad enfisema. I pazienti possono sviluppare pneumotorace (polmone collassato).